# Далехо Ірандуст
Далехо Ірандуст (швед. Daleho Irandust, перс. دالاهو ایراندوست, нар. 4 червня 1998, Гетеборг) — шведський футболіст курдсько-іранського походження, атакувальний півзахисник клубу «Геккен» та збірної Швеції .

## Клубна кар'єра

### Б.К.Хакен
Народився і виріс в Гетеборзі. Вихованець клубів «Бальтрепс» та ГАІС, після яких 2016 року потрапив до молодіжки «Геккена». Дебютував у першій команді 24 серпня 2016 року в матчі Кубка Швеції проти нижчолігового клубу «Векше», в якому забив гол і віддав два асисти.
Дебютував у Аллсвенскан 9 квітня 2017 року в матчі проти «Юргордена» (0:0). Забив свій перший гол у вищому дивізіоні за клуб 5 травня 2017 року в грі проти «Сіріуса» (2:2), а за тиждень, 13 травня, приніс своїм голом перемогу над «Кальмаром» (1:0). Наприкінці дебютного для себе сезону 2017 року він був номінований на нагороду «Новичок року» з 2 голами та 5 передачами.
У сезоні 2018 року Далехо дебютував у єврокубках, зігравши 12 липня в кваліфікації Ліги Європи 2018/19 проти латвійської «Лієпаї» (3:0), забивши гол, а у наступному раунді відбору в матчі проти німецького РБ «Лейпциг» (1:1), знову відзначився голом, але команда програвши перший матч 0:4 не пройшла до наступного раунду.
2019 року Ірандуст виграв свій перший трофей, допомігши команді у фіналі Кубка Швеції здолати клубу «Ескільстуна», віддавши гольову передачу Александеру Фальцетасу, який і забив перший гол у матчі. Завдяки цьому тріумфу команда кваліфікувалась до Ліги Європи 2019/20, але і цього разу на євроарені клуб не подолав кваліфікацію, цього разу вилетівши від нідерландського АЗ.

## Міжнародна кар'єра
Ірандуст виступав за збірну Швеції до 19 років. Через своє курдсько-іранське походження Ірандуст мав право виступати за Швецію чи Іран. У червні 2017 року Ірандуст підтвердив своє рішення представляти Швецію на міжнародному рівні.
27 серпня 2017 року він був викликаний до молодіжної збірної Швеції на матчі кваліфікації до чемпіонату Європи 2019 року, але на поле тоді не вийшов. Ірандуст дебютував у шведській «молодіжці» 7 червня 2018 року у матчі з Мальтою (4:0), після чого брав участь у невдалому для шведів відборі на молодіжний чемпіонат Європи 2021 року.
3 грудня 2018 року головний тренер національної збірної Швеції Янне Андерссон викликав Ірандуста на товариські матчі проти Фінляндії та Ісландії у січні 2019 року, в яких Далехо і дебютував за команду 8 січня 2019 року у грі проти Фінляндії.

## Статистика
| Клуб     | Ліга        | Сезон   | Чемпіоат | Чемпіоат | Кубок | Кубок | Єврокубки | Єврокубки | Всього | Всього |
| Клуб     | Ліга        | Сезон   | Ігор     | Голів    | Ігор  | Голів | Ігор      | Голів     | Ігор   | Голів  |
| -------- | ----------- | ------- | -------- | -------- | ----- | ----- | --------- | --------- | ------ | ------ |
| «Геккен» | Аллсвенскан | 2017    | 25       | 2        | 2     | 1     | -         | -         | 27     | 3      |
| «Геккен» | Аллсвенскан | 2018    | 29       | 4        | 4     | 2     | 3         | 2         | 36     | 8      |
| «Геккен» | Аллсвенскан | 2019    | 11       | 1        | 2     | 0     | -         | -         | 13     | 1      |
| Загалом  | Загалом     | Загалом | 65       | 7        | 8     | 3     | 3         | 2         | 76     | 12     |

### Збірна
| Збірна | Рік    | Ігор | Голів |
| ------ | ------ | ---- | ----- |
| Швеція | 2019   | 2    | 0     |
| Швеція | 2020   | 1    | 0     |
| Всього | Всього | 3    | 0     |

## Досягнення
- Володар Кубка Швеції: 2018–19[9]